# Zhashui
Der Kreis Zhashui (柞水县,  Zhàshuǐ Xiàn) ist ein Kreis der bezirksfreien Stadt Shangluo im Osten der chinesischen Provinz Shaanxi. Er hat eine Fläche von 2.363 Quadratkilometern und zählt 137.709 Einwohner (Stand: Zensus 2020). Sein Hauptort ist die Großgemeinde Qianyou (乾佑镇).

## Administrative Gliederung
Auf Gemeindeebene setzt sich der Kreis aus zehn Großgemeinden und sechs Gemeinden zusammen. 